# Estación de autobús

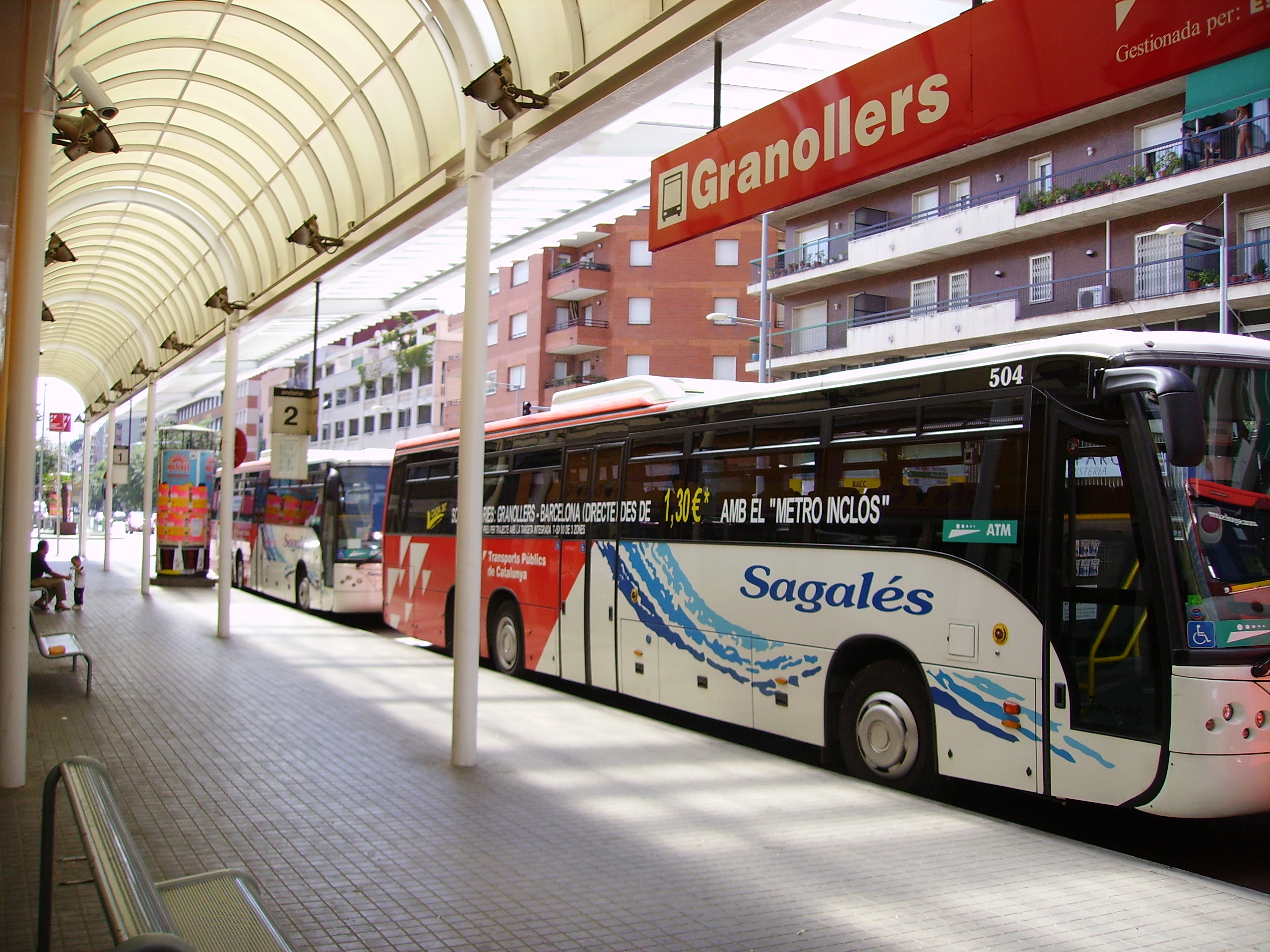
Estación de autobuses interurbanos catalanes en Granollers (Cataluña), España.

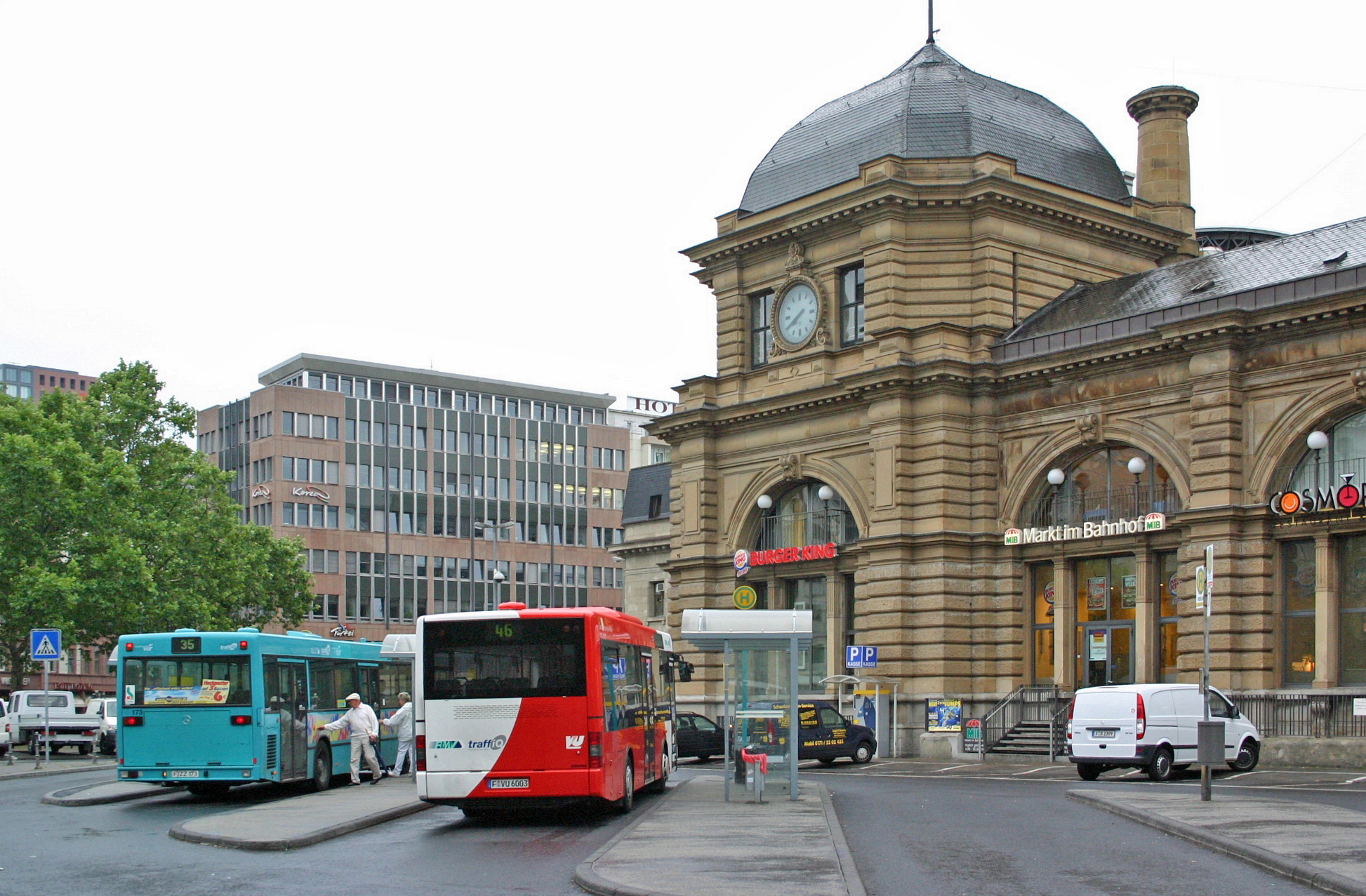
Estación de autobús de Fráncfort del Meno, en Alemania.

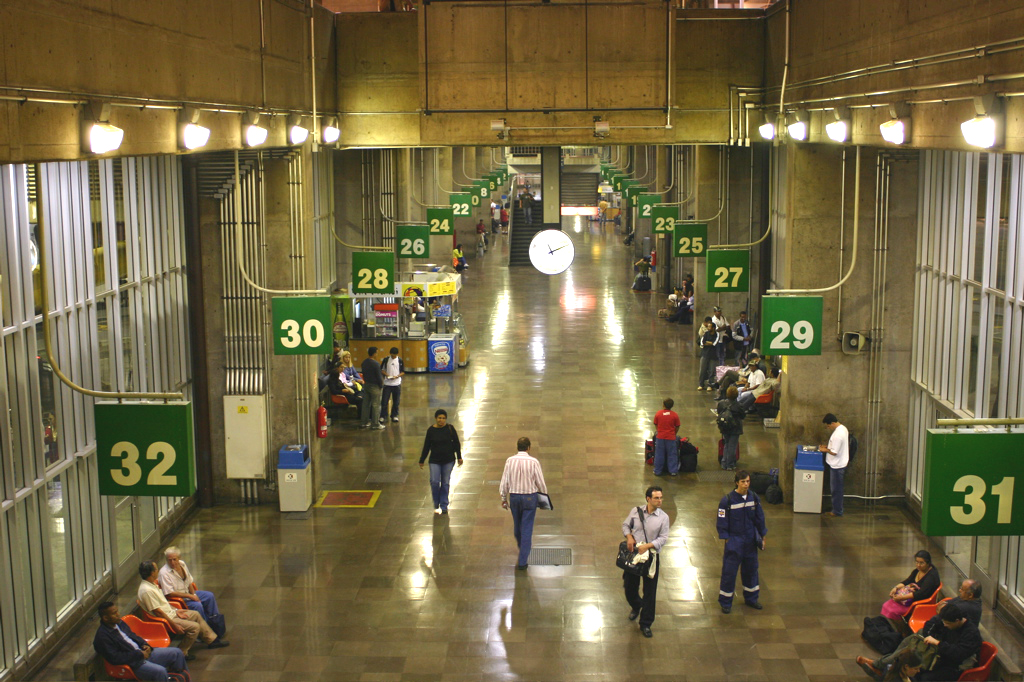
Interior de la terminal Tietê, en San Pablo, Brasil.

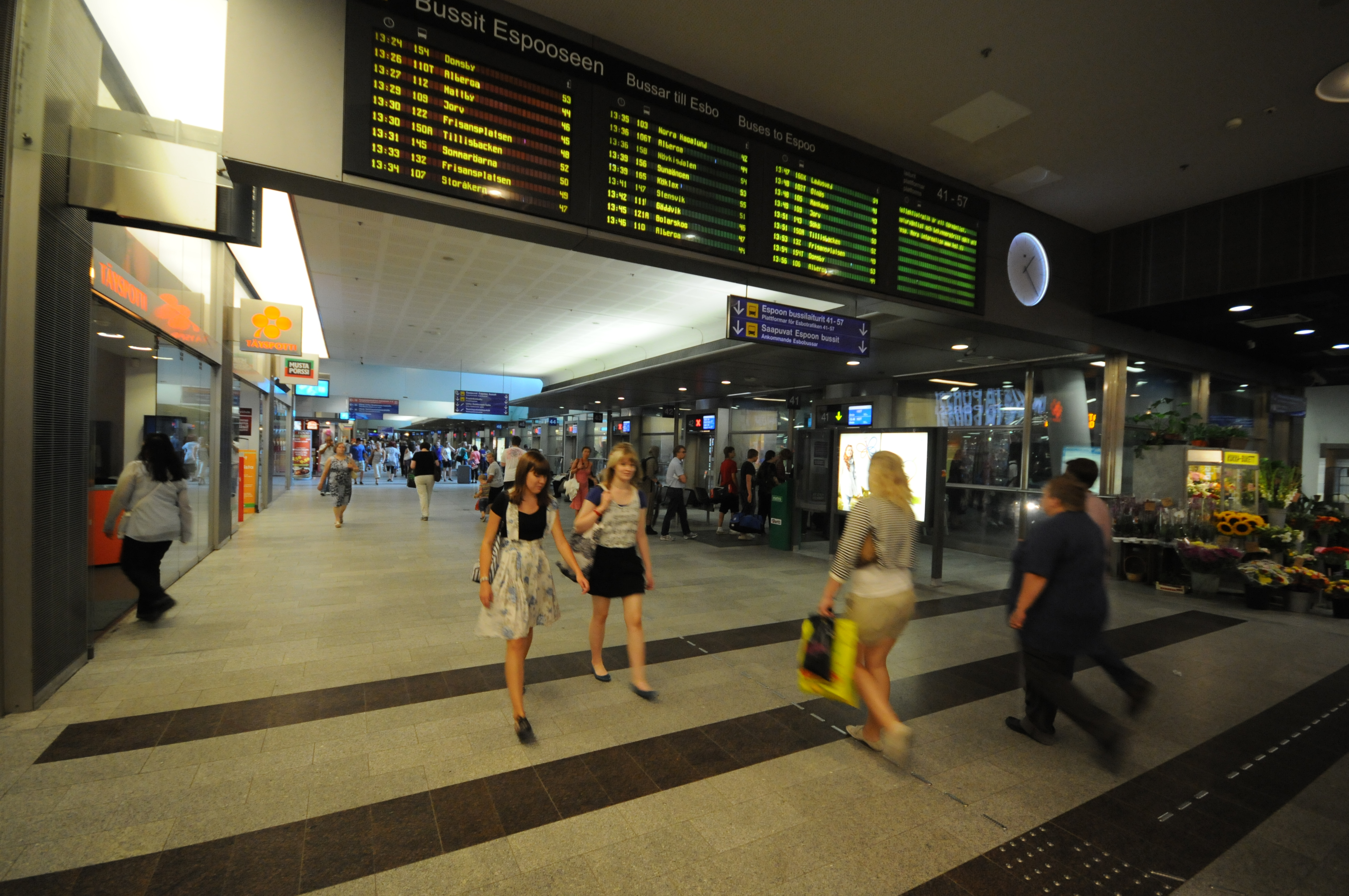
La estación de autobuses subterráneos más grande de Europa es Kamppi Center de Helsinki, Finlandia, finalizada en 2006.

Una estación de autobús (también, según el país, terminal de buses, central camionera, central de autobuses, terrapuerto, entre otros) es una instalación en la que se turnan las salidas de autobuses a diferentes sitios, colocándolas en andenes en los que se apean y suben pasajeros. Las estaciones de autobús pueden ser de dos tipos: de transporte privado o de público. Algunas de estas terminales también incluyen otros servicios comerciales para quienes las utilizan: restaurantes, heladerías y tiendas, entre otros. No se debe confundir con esta terminología los lugares de estacionamiento propios de una garita en los fundos.
La estación de autobuses más grande del mundo es la Estación Central de Buses de Tel Aviv, en Israel, abierta en 1993, que ocupa una superficie de 44 000 m². En América Latina está la segunda mayor del mundo: la Terminal de Ómnibus Tietê, en la ciudad de São Paulo, Brasil.

## Historia
Su historia comienza en 1830 a partir de la invención del autobús (bus en inglés) en Londres, Inglaterra. Luego de varios años de uso experimental, llegó a los Estados Unidos en 1920. En la siguiente década se desarrolló la construcción de terminales por el resto de los países en todo el mundo.

## Características
Una estación de autobuses se diferencia de una simple parada de autobús en su tamaño y en la infraestructura que utiliza, que puede incluso consistir en un edificio que alberga tanto los andenes como los servicios al pasajero como: zonas de espera, tiendas (prensa, tabaco, bebidas, snacks), taquillas, aseos, etc.
En algunos casos, en particular cuando dicha estructura es un final de línea, puede estar acoplada a un depósito.
En Francia, en la región Île-de-France, las estaciones de autobuses se definen, en el sentido del plan director de estaciones de autobuses, como infraestructuras que albergan líneas de transporte público por carretera, algunas de las cuales pueden ser puntos de destino final, situadas fuera de la carretera y que constituyen zonas de intercambio.
En Île-de-France, existen dos tipos de estaciones de autobuses: las estaciones de autobuses «urbanas» y las estaciones de autobuses «interurbanas», es decir, las que participan en las líneas regulares de autocares en Francia.

## Elementos de una estación de autobuses
Generalmente la estructura de una estación de autobuses está equipada con una playa para maniobras de buses y buses articulados y paradas que sirven para garantizar la entrada y salida de los usuarios de los vehículos. Los autobuses deben colocarse cerca de los puestos, que consisten en un área de estacionamiento para el vehículo y una acera con marquesina. Las estaciones de autobús también pueden equiparse con un edificio, en cuyo interior se encuentran algunos servicios como la taquilla, la sala de espera, el bar, el quiosco y los aseos.
Para facilitar el intercambio con los diferentes medios de transporte público, las estaciones de autobuses pueden ubicarse cerca de estaciones de tren y aeropuertos, pero también cerca de metros, paradas de taxis y otros sistemas de transporte urbano.

## Diseños
Existen diferentes diseños para estaciones de autobuses. Algunos tipos son:
- Forma de rotonda
- Forma paralela oblicua y longitudinal
- Forma de muelle
- Forma de hueso para perro

### Forma de rotonda

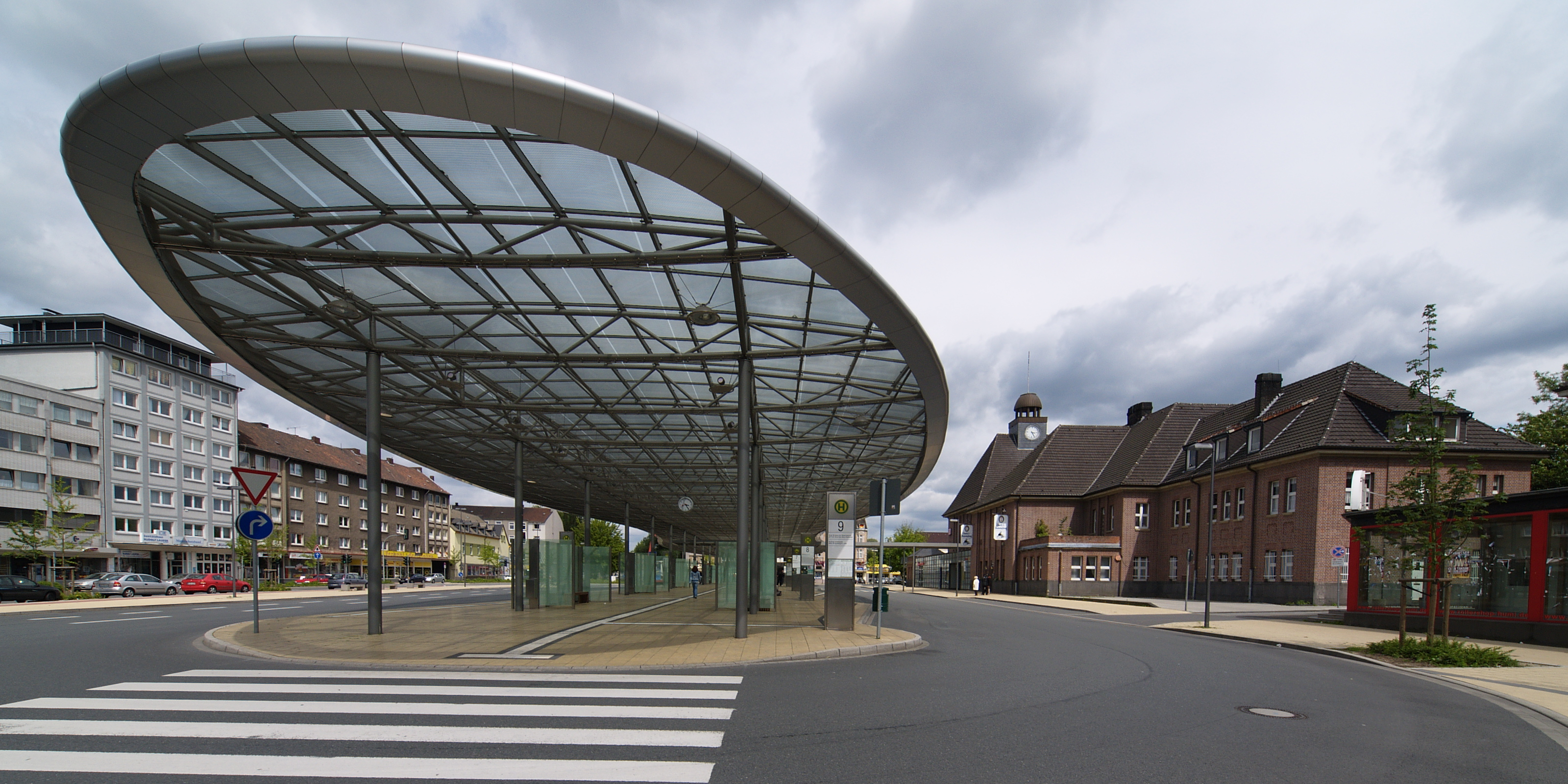
Estación de autobuses en Herne, Alemania. Ejemplo de una forma de rotonda.

La forma de rotonda es uno de los diseños más típicos para las estaciones de autobuses, especialmente en el transporte urbano. En forma de rotonda, la estación de autobuses consta de una elipse en el centro, alrededor de la cual circulan los autobuses con circulación por la izquierda (en países con circulación por la izquierda: circulación por la derecha). Permite realizar giros con mucha facilidad, lo que a menudo es importante en el tráfico urbano. Para ahorrar espacio, la rotonda se puede dotar de huecos para crear la llamada “forma de diente de sierra”, que permite que los autobuses entren y salgan fácilmente.

### Forma paralela

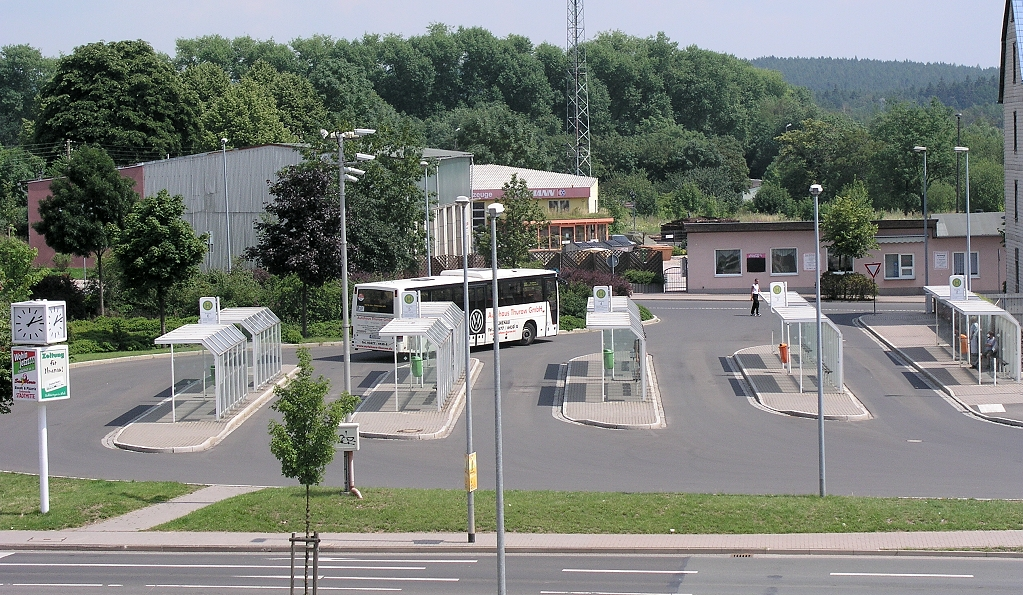
Estación de autobuses en Ilmenau, Alemania. Ejemplo de una forma paralela.

Existen dos tipos: la forma oblicua y la forma paralela longitudinal. Las paradas de autobús individuales están dispuestas paralelas entre sí, ya sea longitudinalmente o en diagonal. Aunque esta forma tiene la ventaja sobre la forma de rotonda de separar los autobuses que viajan en diferentes direcciones, tiene las desventajas del consumo de espacio, la falta de espacio de estacionamiento y, a menudo, la falta de opciones de giro.
En la ZOB de Passau se encuentra una estación de autobuses de tipo especial. Hay un sistema de encuentro y los autobuses paran en paralelo en ambas direcciones debido a la falta de espacio. Tiene dos entradas/salidas en ambos sentidos. Como se puede acceder tanto desde el sur como desde el norte, solo se necesitan cinco grandes paradas de autobús, y la estación central de autobuses solo está comunicada por el transporte urbano y las líneas de autobuses regionales que se dirigen al suroeste.

### Forma de muelle

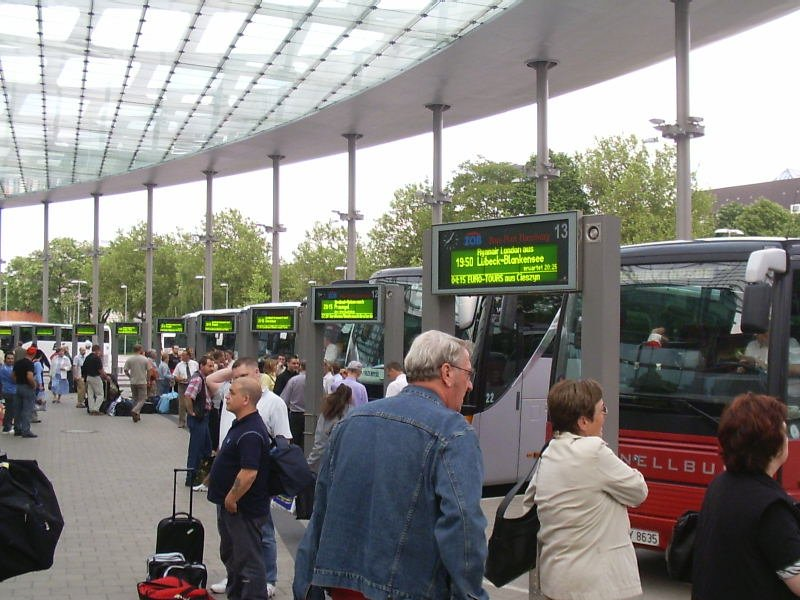
Estación ZOB (Zentraler Omnibusbahnhof) de Hamburgo – delante de las paradas de autobús. Construcción en forma de muelle.

La forma del muelle es un diseño específico de la forma paralela, pero con la diferencia de que la zona de espera de los pasajeros es perpendicular a las paradas de autobús paralelas. Se trata por tanto de dársenas donde paran los autobuses. La forma del muelle tiene la ventaja de que las señales se pueden leer muy fácilmente; Sin embargo, exige que los autobuses den marcha atrás al salir. Por lo tanto, no se puede utilizar en el transporte público, sino únicamente en servicios de autobús de larga distancia. Las excepciones son las estaciones de autobuses británicas, donde este diseño también se utiliza para servicios de autobuses regionales y urbanos (por ejemplo, en Newcastle).

### Forma de hueso para perro
El patrón hueso de perro significa que los autobuses se detienen en los carriles de autobuses en una carretera normal, similar al patrón paralelo longitudinal, y dan la vuelta en dos rotondas en los extremos de estos carriles de autobuses. Debido a que las rotondas están ubicadas a ambos lados, la estación de autobuses tiene el aspecto de un hueso de perro o de una mancuerna vista desde arriba.

## Estaciones de autobuses más grandes
La Coimbatore Integrated Bus Terminus en construcción en Coimbatore, India se convertirá en la mayor estación de autobuses del mundo, con una superficie construida de 249 367,5 metros cuadrados (61,6 acre).

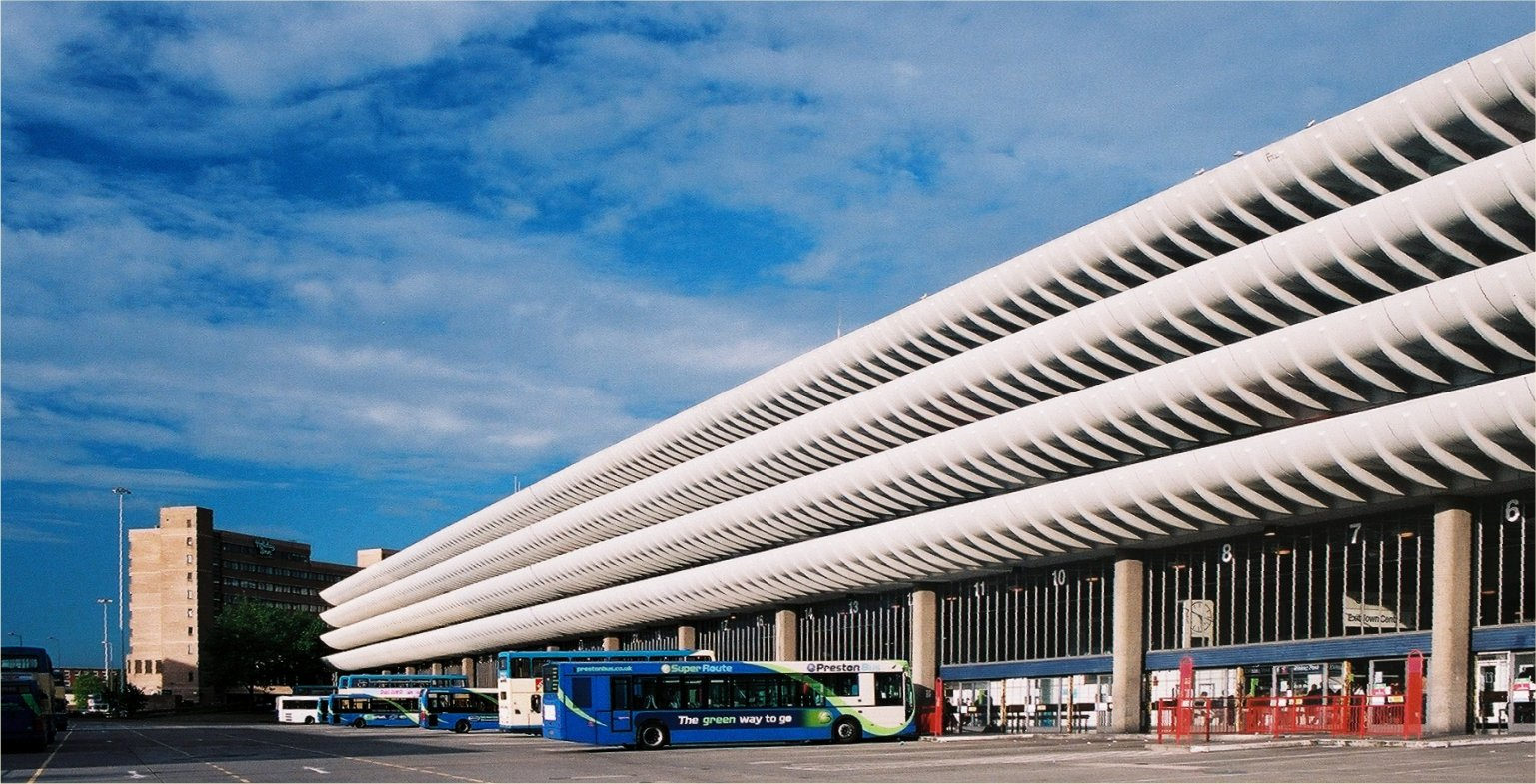
Estación de autobses de Preston, Lancashire, Inglaterra.

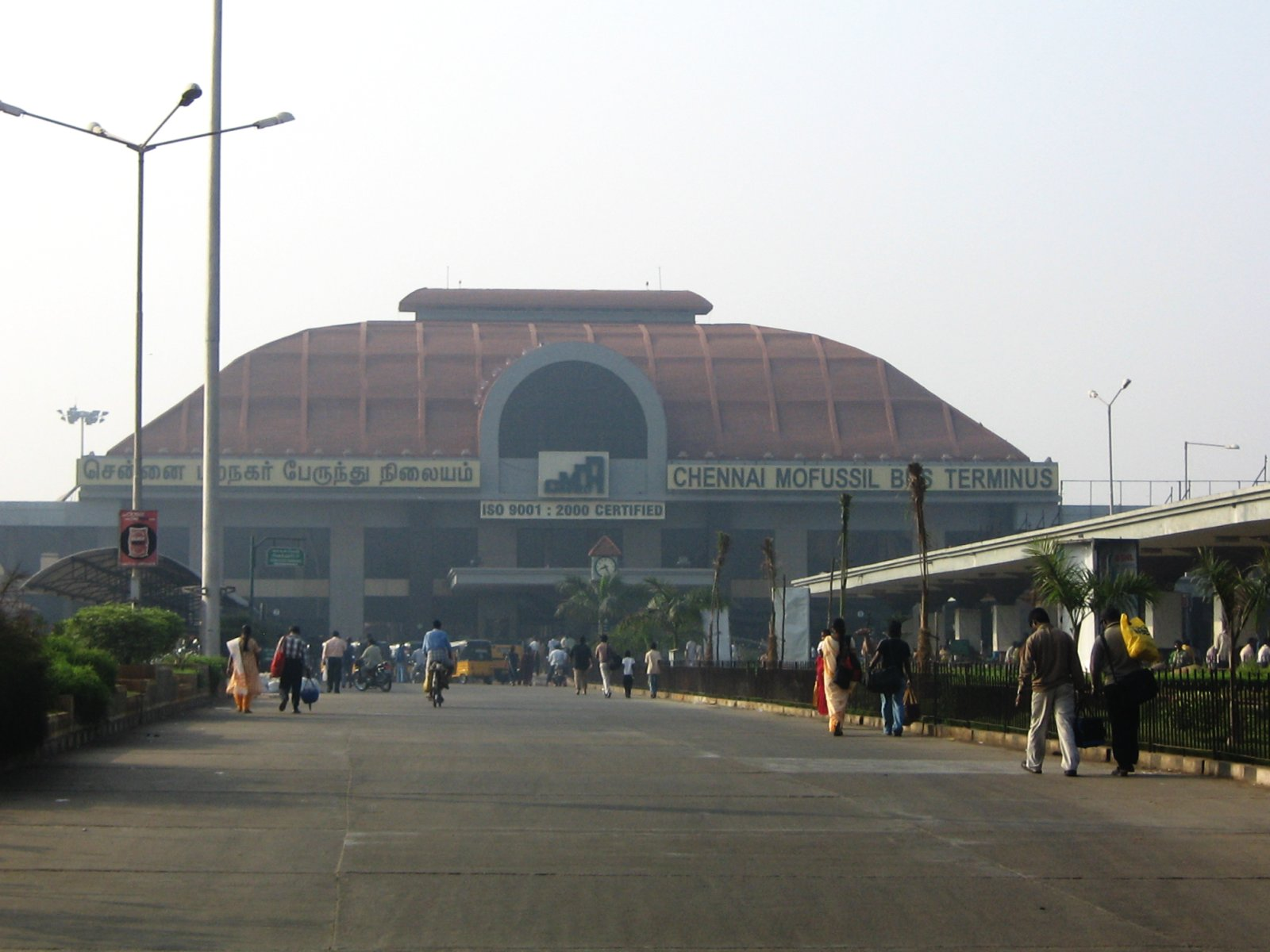
Mofussil Bus Terminus en Chennai.

Con una superficie de 150,000 m², la Terminal de autobuses de Chennai Mofussil en Chennai, India, es la mayor estación de autobuses de Asia.
El Intercambiador de autobuses de Woodlands en Singapur es uno de los intercambiadores de autobuses más concurridos del mundo, ya que maneja hasta 400.000 pasajeros diarios a través de 42 servicios de autobús. Otros intercambiadores de autobuses como Bedok, Tampines y Yishun manejan un número similar de pasajeros diariamente.
La mayor estación de autobuses subterránea de Europa es el Centro Kamppi de Helsinki, Finlandia, terminado en 2006. La terminal costó 100 millones de euros y tardó 3 años en diseñarse y construirse. En la actualidad, la terminal de autobuses, que ocupa 25.000 metros cuadrados, es la más concurrida de Finlandia. Cada día, la terminal tiene unas 700 salidas de autobús, que transportan a unos 170.000 pasajeros.
La estación de autobuses de Preston, Lancashire, construida en 1969 y posteriormente catalogada como patrimonio, fue descrita en 2014 como "dependiendo de cómo se mida, la estación de autobuses más grande del mundo, la segunda más grande de Europa y la más larga de Europa". Fue totalmente reformada en 2018.
La mayor terminal de autobuses de Norteamérica es la Port Authority Bus Terminal situada en Manhattan, Nueva York. La terminal está situada en Midtown, en el 625 de la Octava Avenida, entre las calles 40 y 42, a una manzana al este del Túnel Lincoln y a una manzana al oeste de Times Square. La terminal es la más grande del hemisferio occidental y la más concurrida del mundo por volumen de tráfico, ya que da servicio a unos 8.000 autobuses y 225.000 personas en un día laborable medio y a más de 65 millones de personas al año. Cuenta con 223 puertas. Opera rutas de autobuses interurbanos por todo Estados Unidos y algunos destinos internacionales sobre todo en Canadá que en su mayoría son operados por Greyhound Lines.

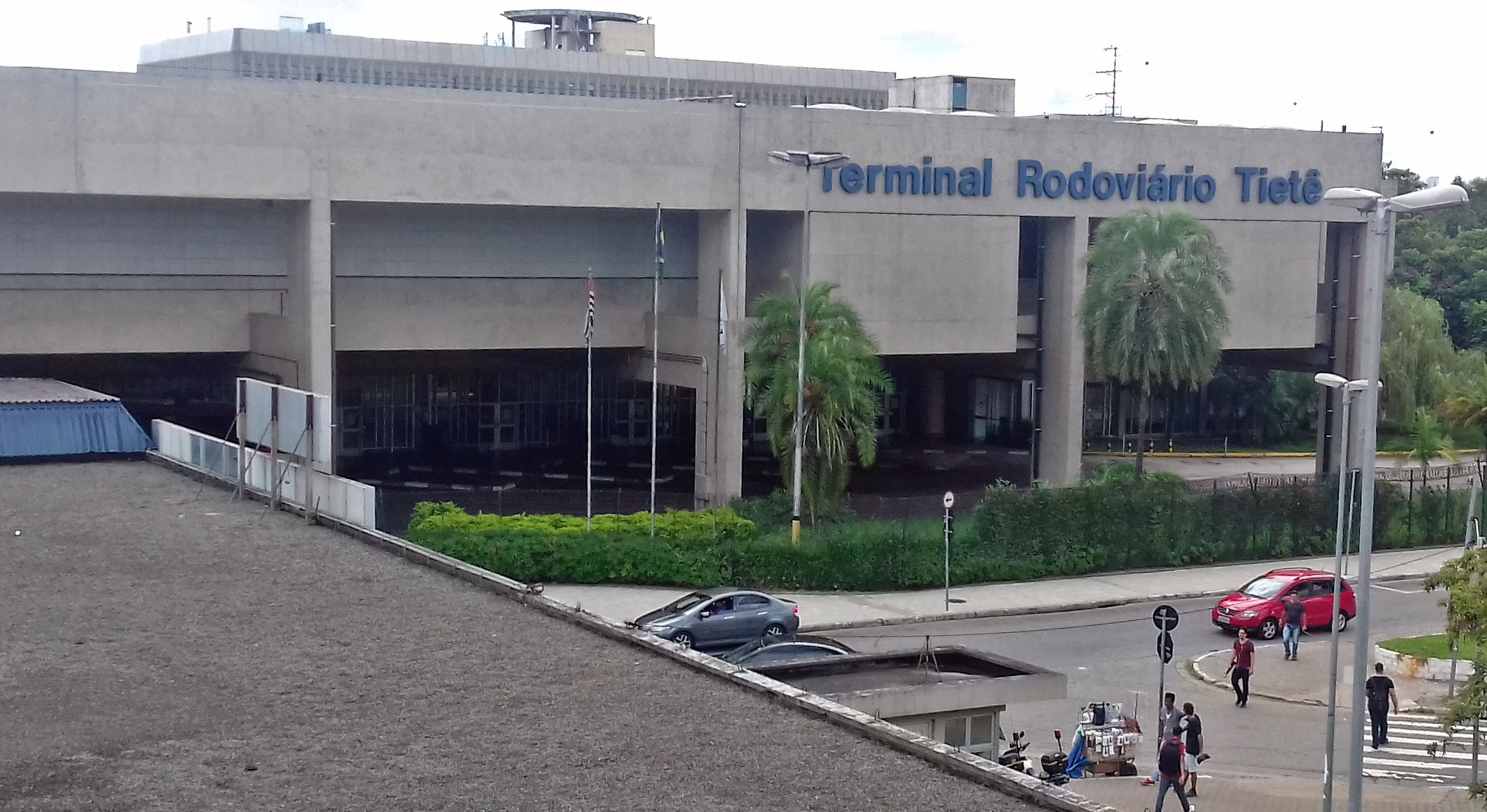
Fachada de la terminal de autobuses Tietê, São Paulo, Brasil.

La Terminal de Ómnibus Tietê (en portugués Terminal Rodoviário Tietê, oficialmente Terminal Rodoviário Governador Carvalho Pinto) es una terminal de ómnibus de las más grandes de América Latina.

## Ubicación
La estación de autobuses de Flensburg está ubicado en la punta del puerto y en el centro de Flensburg.
La primera estación central de autobuses de Alemania, la estación central de autobuses de Flensburg, se inauguró el 31 de diciembre de 1931 en la antigua estación de tren de Flensburg reconvertida, es decir, en la ubicación central de la ciudad. En 1951, el concepto de la estación de autobuses de Hamburgo (nuevo edificio en 2003) con sus andenes de autobuses y un edificio central común marcó la tendencia para el transporte de autobuses de larga distancia en toda Europa.
Las estaciones de autobús todavía se encuentran generalmente en lugares céntricos, ya sea cerca de una estación de tren o en el centro de la ciudad. Hay que distinguir entre los nudos de transferencia del transporte urbano o local y los puntos de partida de las líneas de autobús de largo recorrido.
Una excepción a la regla de una ubicación central es la estación de autobuses de Berlín, que no está ubicada en el centro de Berlín ni cerca de una estación de tren (de larga distancia). Sin un sendero adicional, solo está conectado directamente con la red de autobuses de la compañía de transporte de Berlín; hay que recorrer a pie una distancia de unos cientos de metros para llegar al U-Bahn y al S-Bahn. Los autobuses de larga distancia llegan a través de la cercana autopista de la ciudad (AVUS). Otra excepción es la estación central de autobuses de Stuttgart. Como resultado de las obras de construcción de Stuttgart 21 la ubicación anterior frente a la estación principal de trenes se cerró el 1 de abril de 2010 y los autobuses partieron temporalmente de dos ubicaciones en los distritos de Obertürkheim y Zuffenhausen. La nueva estación central de autobuses del aeropuerto de Stuttgart está en funcionamiento desde el 10 de mayo de 2016.
En muchos países, las rutas de autobús de larga distancia son mucho más importantes que en Alemania. En estos casos a menudo se puede encontrar estaciones de autobús con las dimensiones de una estación de tren principal o un aeropuerto más pequeño, por ejemplo, Kampin keskus, que abrió en Helsinki en 2005 fue la estación más grande del mundo, o la estación de autobuses Esenler en Estambul, la estación de autobuses más grande de Turquía y una de las más importantes.
Una estación de autobuses suele estar situada en las inmediaciones de una estación de tren, de tránsito rápido ( S- , U-Bahn) o de tren urbano para que a los pasajeros les resulte más fácil enlazar y cambiar de transporte público. Se presta atención a las distancias cortas, suficiente información para los pasajeros y un diseño sin barreras, incluidas, por ejemplo, marcas para personas con discapacidad visual. Sin embargo, también hay lugares que no tienen ninguna conexión ferroviaria , pero tienen una estación de autobuses donde confluyen varias líneas de autobuses. Para facilitar el embarque, incluso con cochecito de bebé, equipaje o silla de ruedas, existen bordillos inclinados y elevados.

## Galería de imágenes

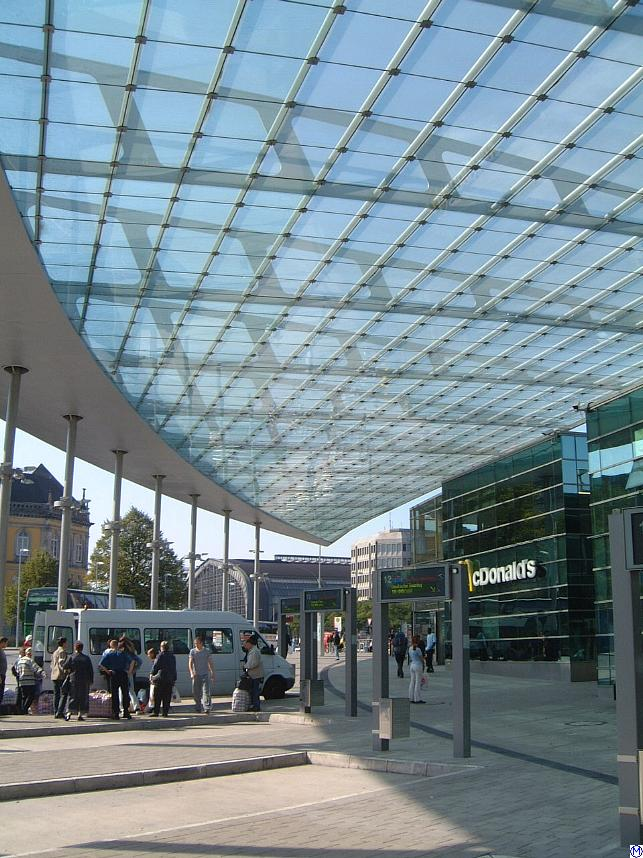
Estación Central de omnibus (Zentraler Omnibusbahnhof) en Hamburgo (Alemania)
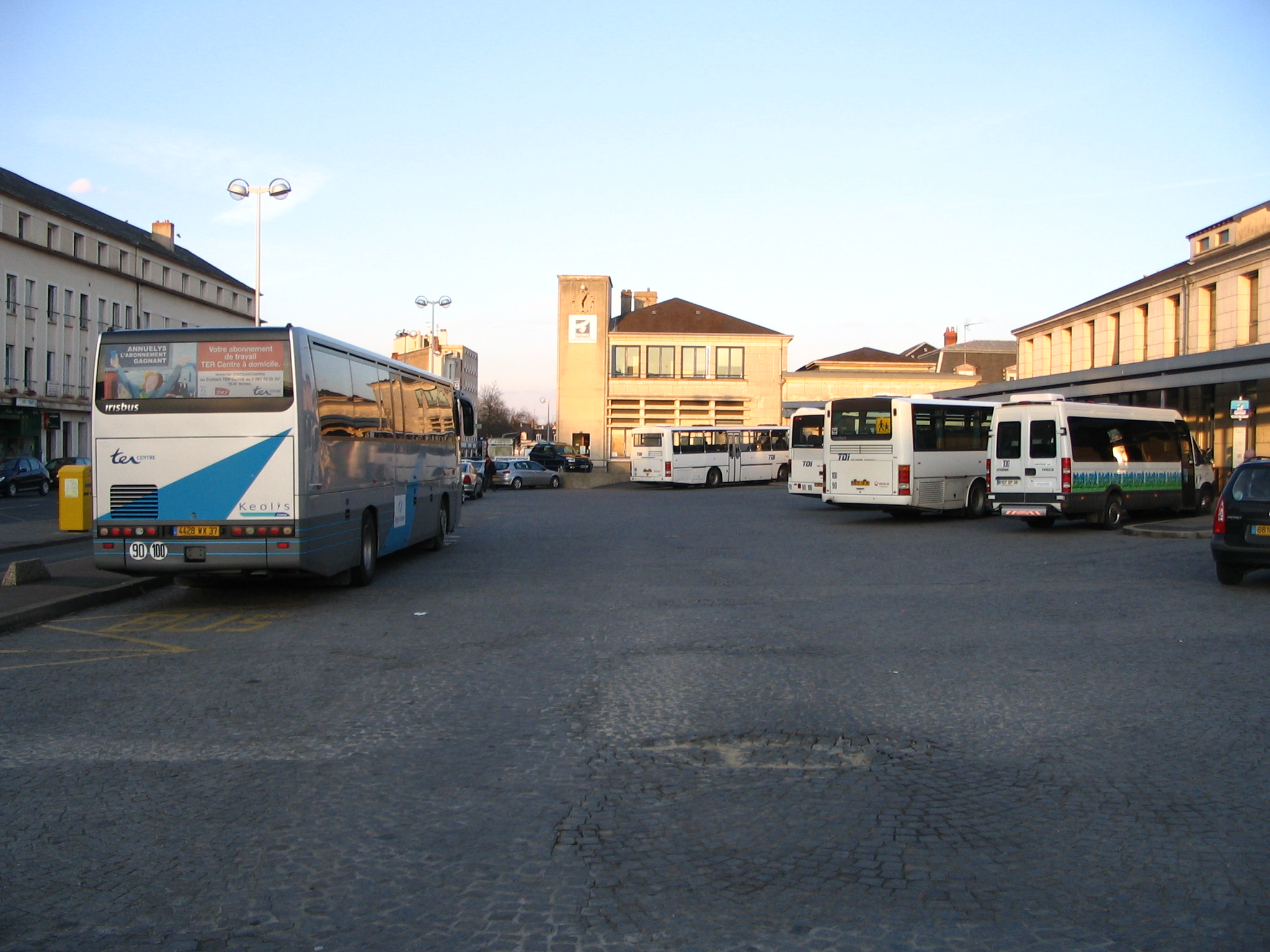
Estación de Châteauroux (Francia)
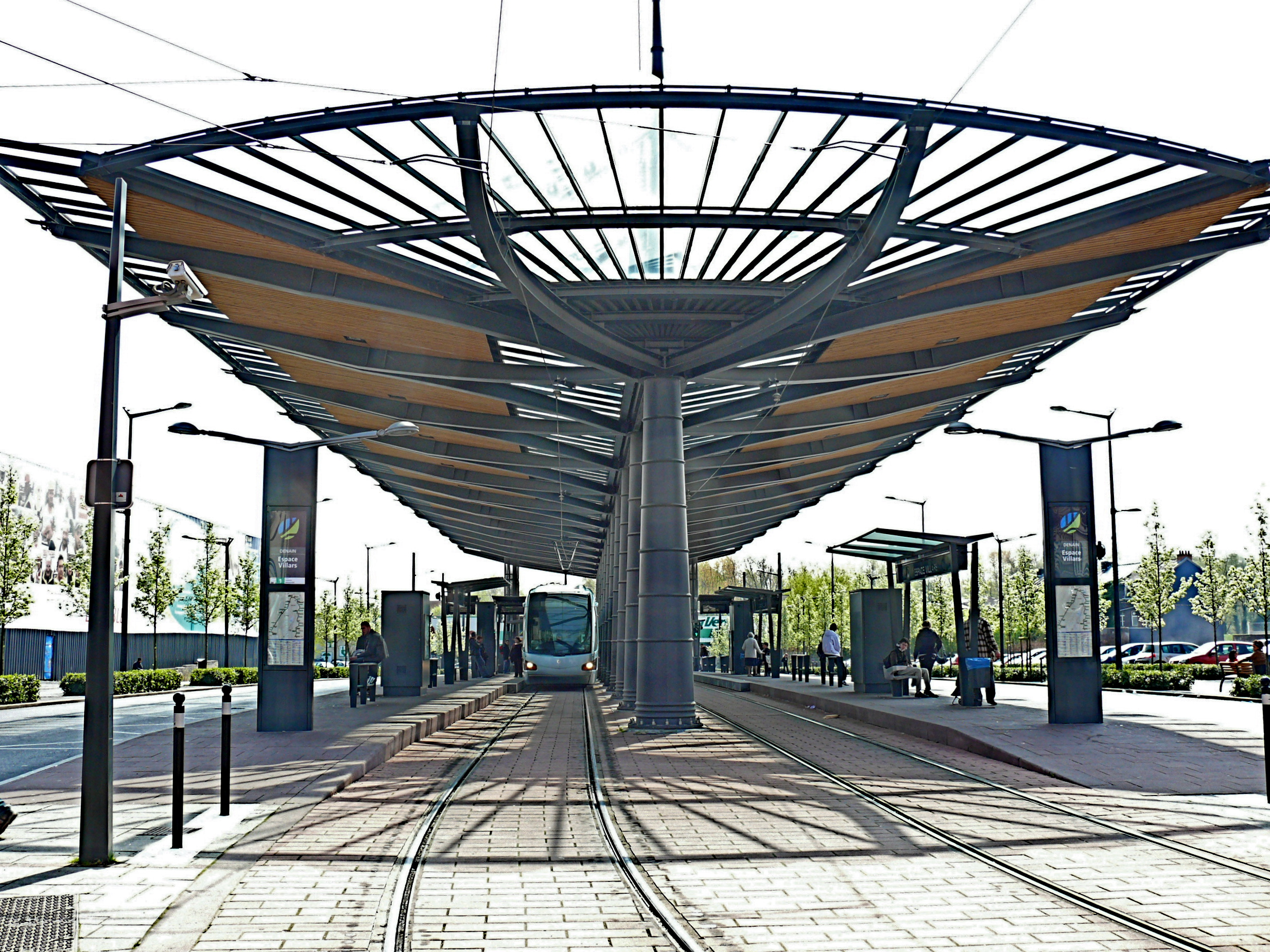
Polo de intercambios de Denain (Francia), que permite conectar el tranvía con los autobuses urbanos o regionales de Valenciennes, que pueden aparcar alrededor de la estación del tranvía
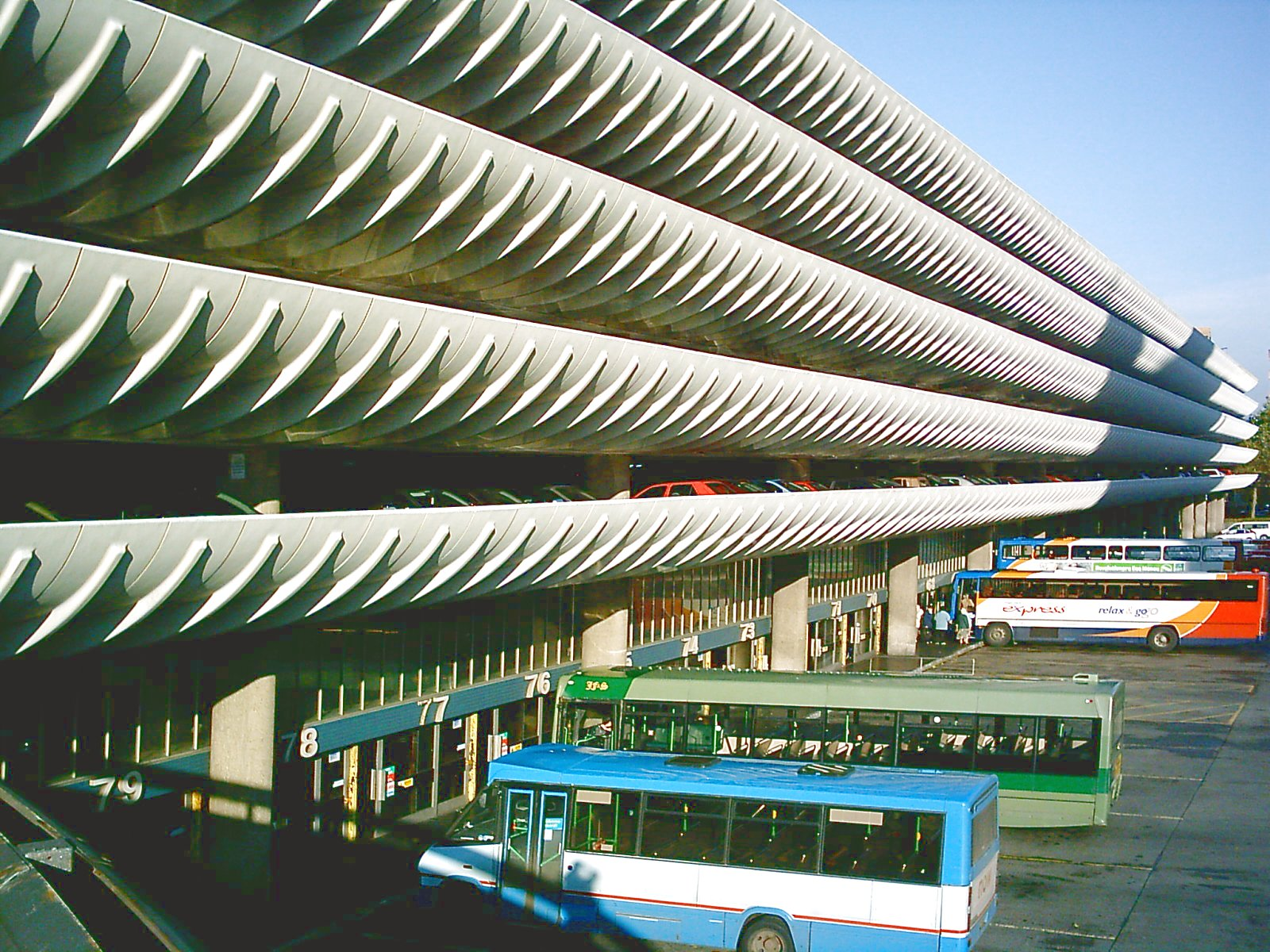
Estación de carretera de Preston (Reino Unido)
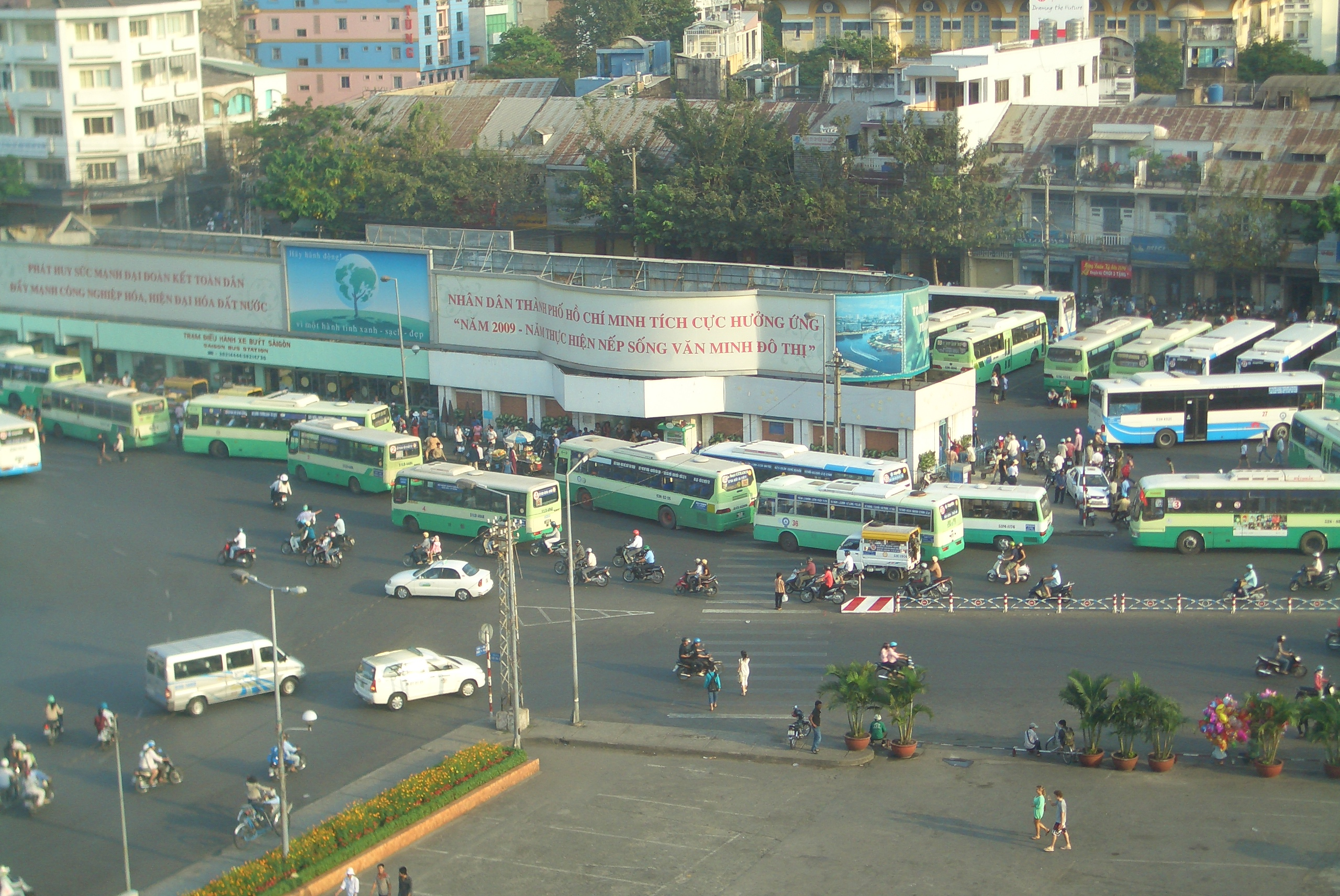
Estación  de Hô Chi Minh (Vietnam)
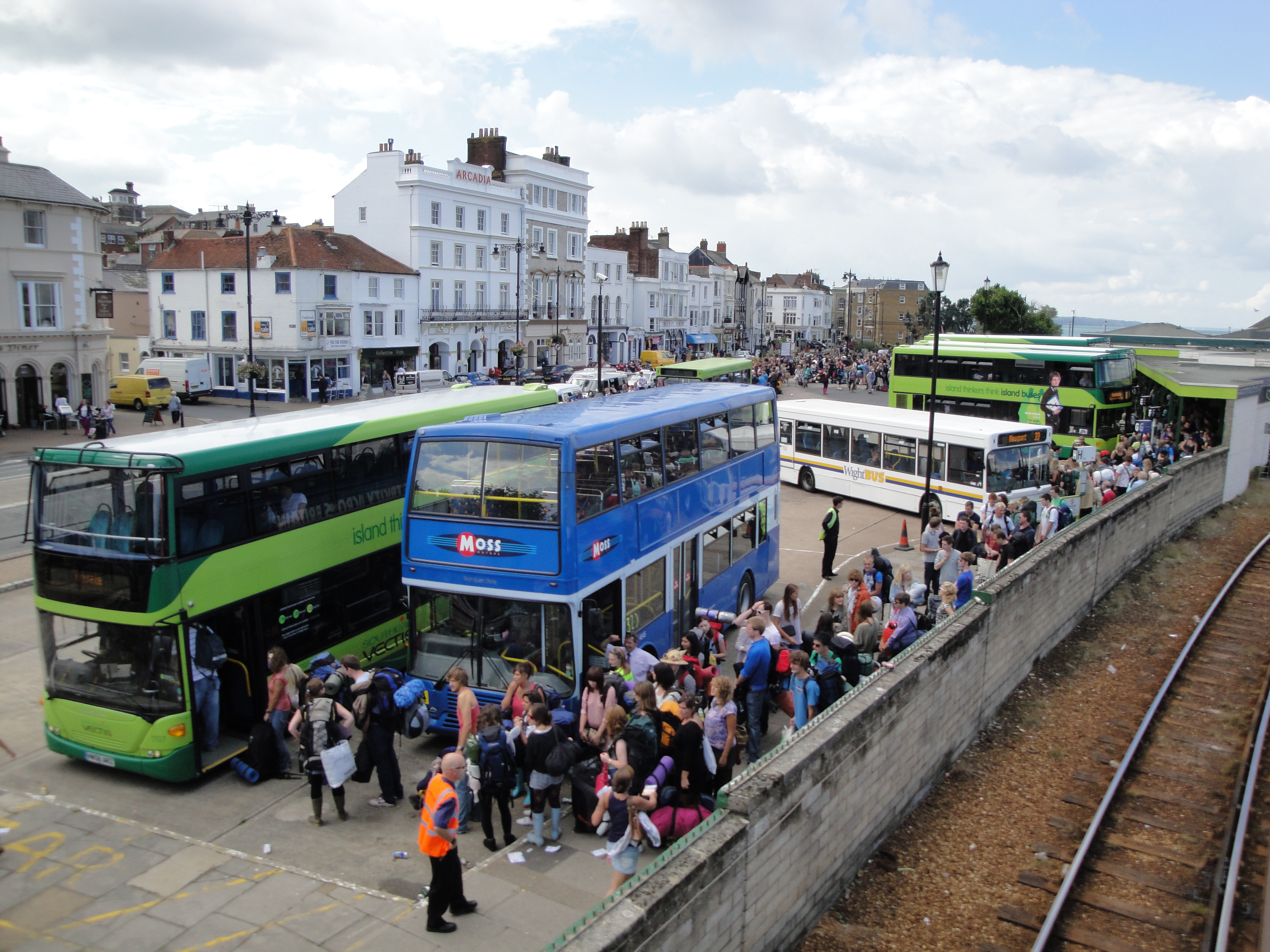
Estación en la isla de Wight (Reino Unido)
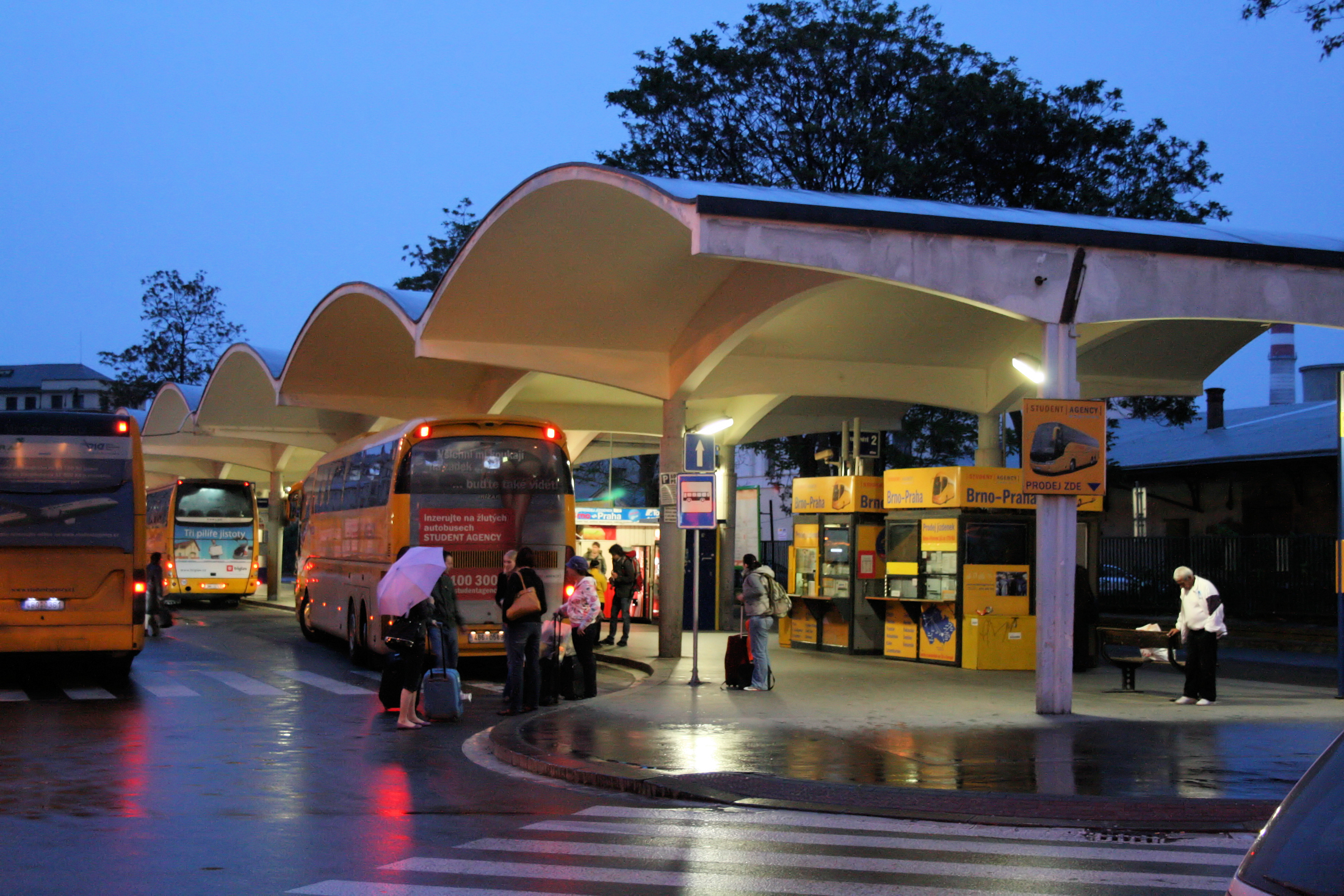
Estación de Brno (Chequia)
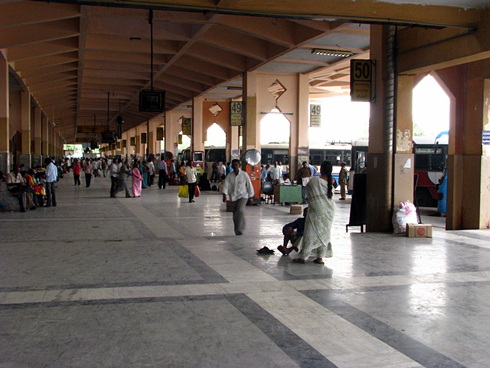
Estación Mahatma Gandhi en Hyderabad (India)
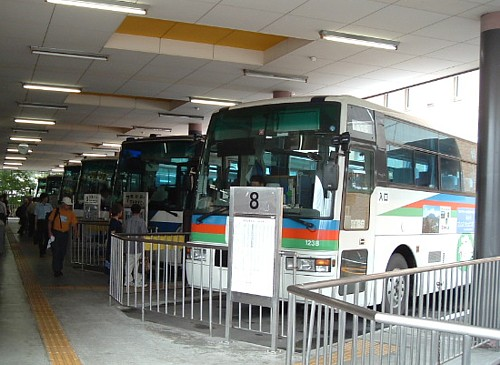
Estación de Kusatsu-Onsen (Japón)
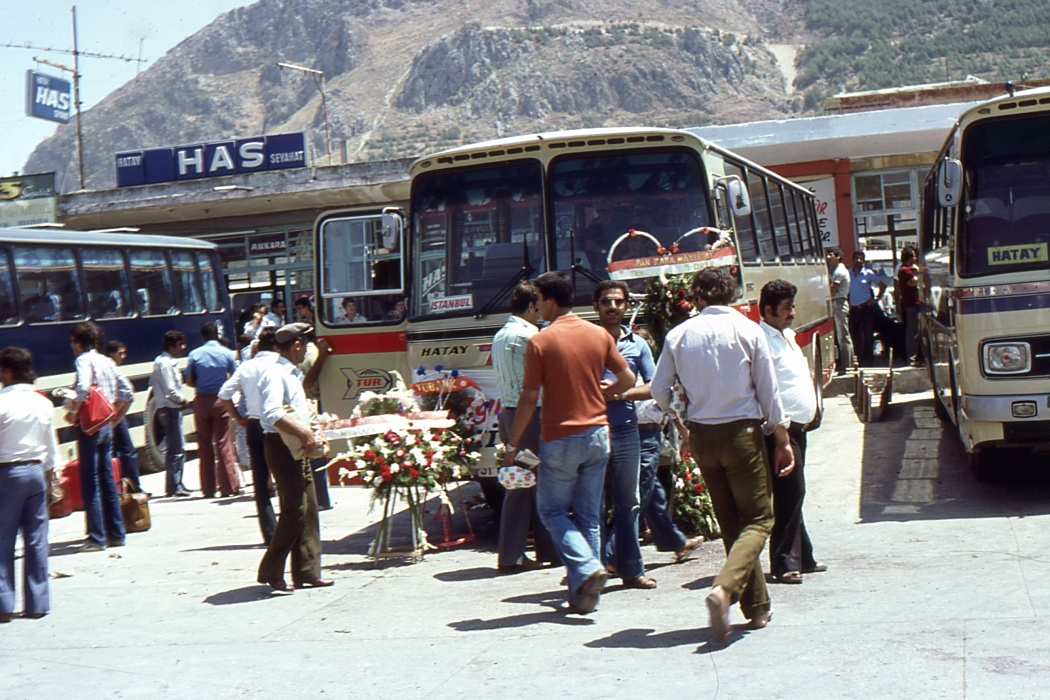
Estación de Antakya (Turquía) en 1980
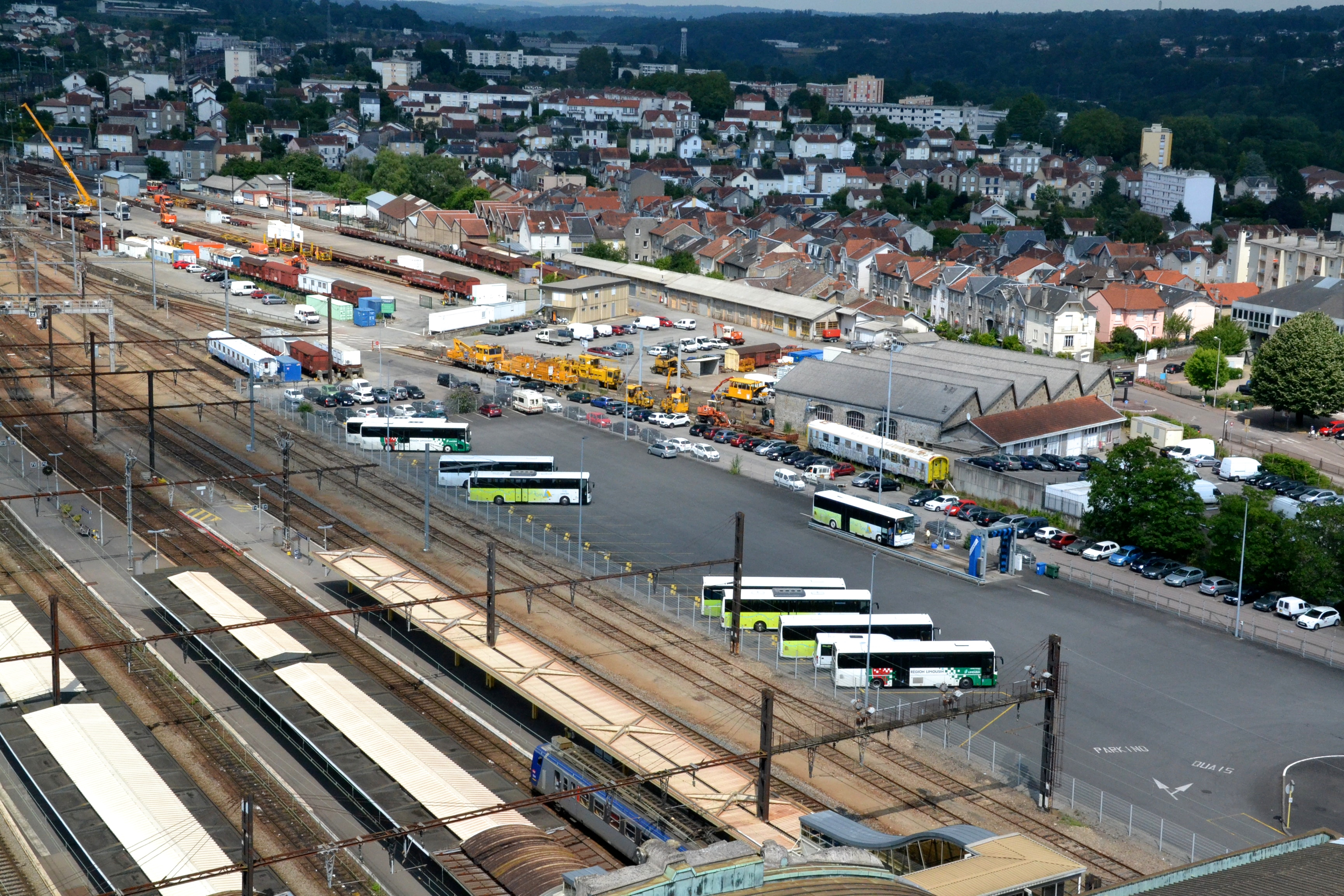
Estación del Centre intermodal d'échanges de Limoges (Centro intermodal de intercambios)
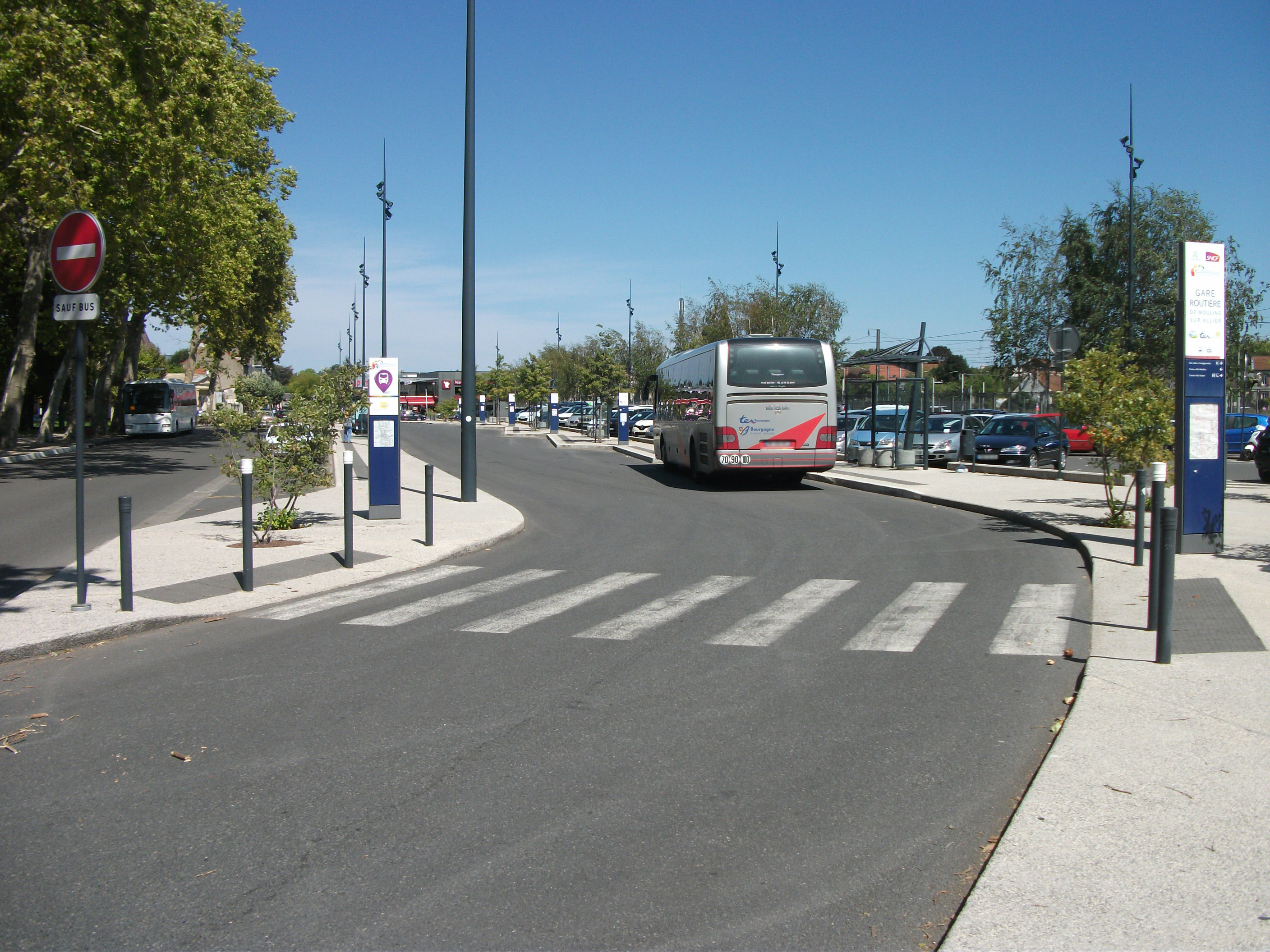
Estación de Moulins-sur-Allier, Francia